# Aulella
L'Aulella è un torrente della Toscana che scorre precisamente in Lunigiana, principale affluente di sinistra del fiume Magra.
Grazie alla notevole piovosità del suo alto bacino (distribuito nella zona appenninica a cavallo tra Toscana ed Emilia-Romagna) può contare su una certa copiosità di portata.

## Percorso
L'Aulella nasce lungo le pendici occidentali del monte Tondo, al confine tra le province di Massa-Carrara e Lucca, nella parte più ad est della regione storica della Lunigiana. Scorre, in direzione sud-ovest, in una stretta valle circondata da una fitta boscaglia. Dopo aver lambito le frazioni di Regnano, Montefiore, Castiglioncello e Vigneta, bagna Casola in Lunigiana dove riceve in sinistra orografica le acque del torrente Tassonaro. Superato l'abitato di Casola l'Aulella forma un'ansa scorrendo sinuosamente verso ovest parallelamente alla SS 445 e attraversando la frazione casolina di Codiponte. Entrato nel territorio comunale di Fivizzano, il torrente lambisce le frazioni di Alebbio, Gragnola (dove riceve in sinistra orografica il torrente Lucido ed interseca la ferrovia Lucca-Aulla), Gassano, Soliera Apuana (dove riceve in destra orografica il torrente Rosaro), Ceserano e Rometta Apuana. Superata quest'ultima località l'Aulella, affiancato dalla SS 63, entra nel territorio comunale di Aulla bagnando la frazione di Serricciolo e scorrendo in un'aperta vallata contornata a sud dalle vette delle Alpi Apuane. Toccata la località di Pallerone, riceve in sinistra orografica le acque del torrente Bardine, interseca la ferrovia Parma-La Spezia e la SS 62 e, presso il centro storico di Aulla, sfocia in sinistra idrografica nel fiume Magra.